# Mediastinum testis

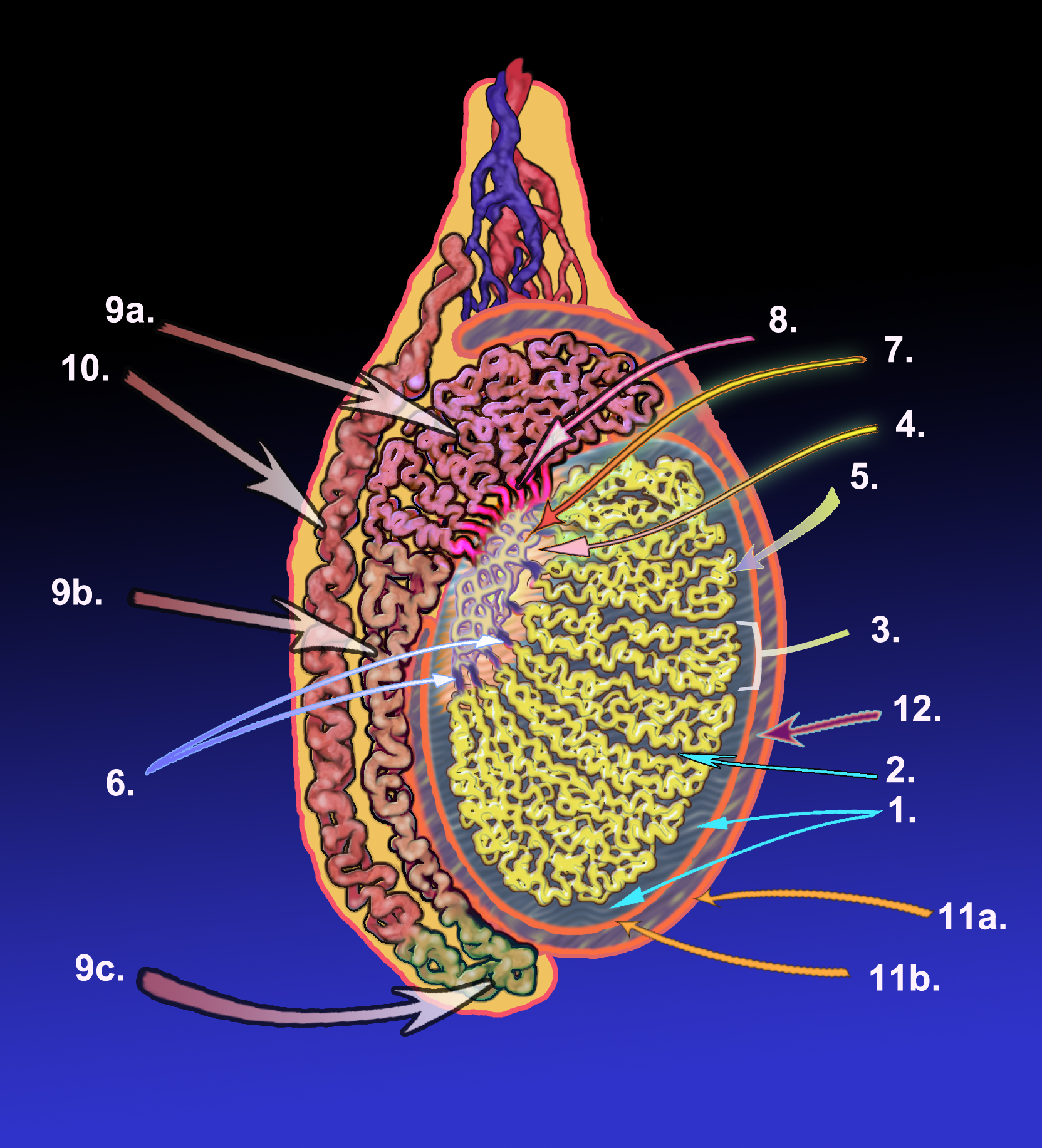
Schéma d'un testicule, le mediastinum testis est en 4

L'albuginée du testicule est une enveloppe fibreuse, résistante épaisse de 1 mm. Il présente un renforcement au niveau de l'extrémité supérieure appelé « Mediastinum testis » (Corps d'Highmore).